# Серпейск

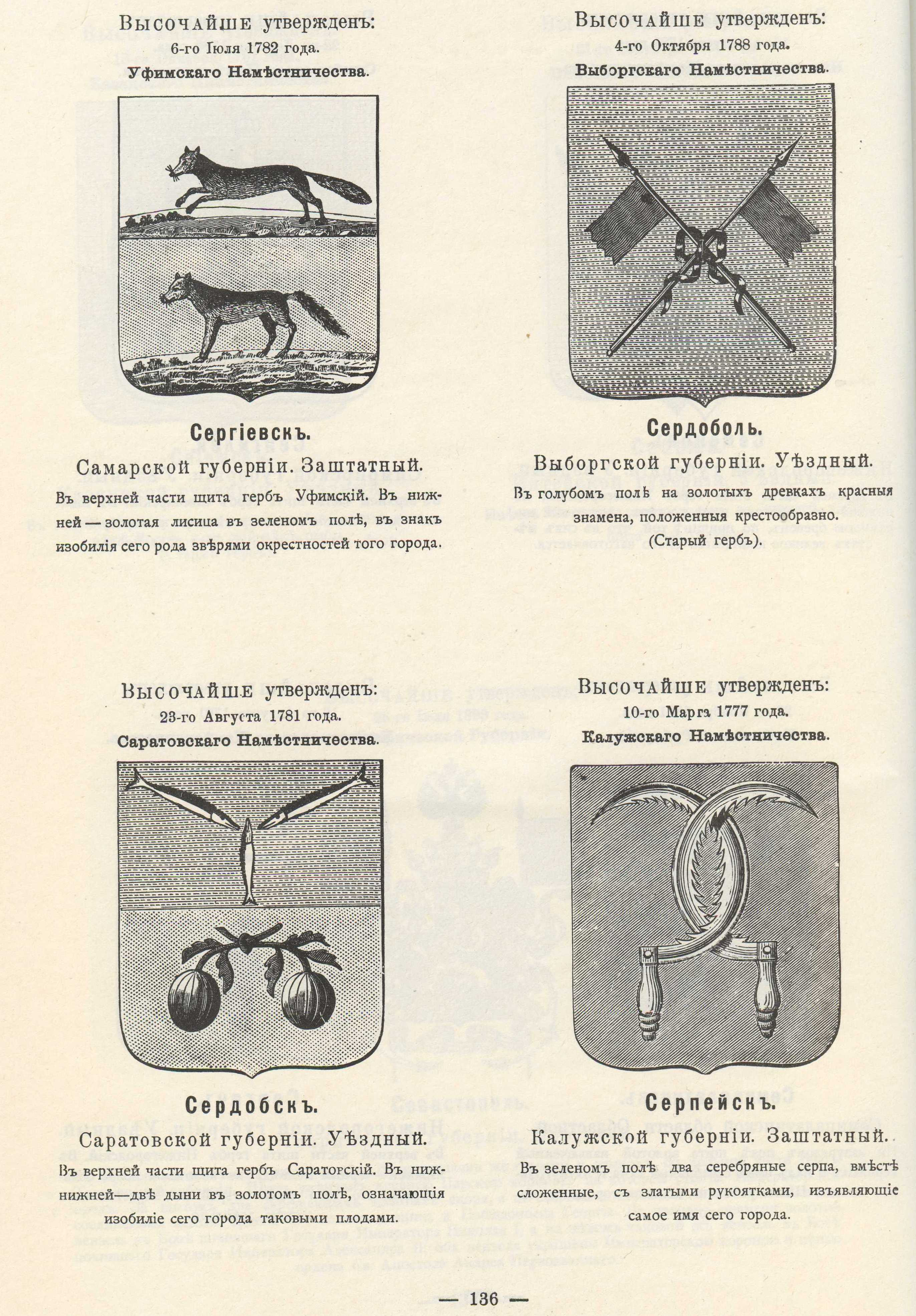
Герб Серпейска

Серпейск — село (в прошлом — город) в Мещовском районе Калужской области России. Расположено на реке Серпейке.

## История
Начиная с 1406 года город Серпейск несколько раз находился в составе Литвы и Польши. Великий князь Иван III Васильевич в 1504 году завещал Серпейск своему сыну Юрию Ивановичу. Во время Смутного времени отошел к Речи Посполитой. Окончательно присоединён к России в 1634 году по итогам Смоленской войны. До конца XVIII века был центром Серпейского уезда. В связи с малой численностью населения и отсутствием промышленности в 1796 году выведен за штат (стал относиться к Мещовскому уезду Калужской губернии), а в 1919 году лишён статуса города. В октябре 1941 года оккупирован немцами. Освобождён в январе 1942 года. В селе находится братская могила воинов Красной Армии.
В Серпейске сохранились две церкви конца XVIII столетия.

## Население
| 2002 | 2010 |
| ---- | ---- |
| 743  | ↘658 |